# The General
The General è un film del 1998 diretto da John Boorman, vincitore del Premio per la miglior regia al 51º Festival di Cannes.

## Trama
Il film è basato sulla figura di Martin Cahill, noto con il soprannome de "Il Generale", un famoso mafioso irlandese attivo a Dublino negli anni 80 e 90. Inizia da giovanissimo con un gruppo di teppisti dei bassifondi di Dublino dediti a rubare carne e formaggio. Ben presto il gruppo passerà alle rapine a mano armata, riuscendo, tra le altre cose, a piazzare una bomba sotto la macchina di James O'Donovan, scienziato forense che lavorava per arrestarlo, ma anche a compiere una rapina milionaria al deposito delle gioiellerie O'Connors e a truccare un processo che lo vede coinvolto. Dopo aver venduto alcuni dipinti rubati all'Ulster Volunteer Force, Cahill capisce di aver fatto un enorme passo falso. Della cosa infatti viene a conoscenza l'IRA, che ordina quindi l'omicidio del Generale, eseguito il 18 agosto 1994, davanti alla sua abitazione mentre si apprestava a entrare in macchina.

## Produzione
Il film si basa sul libro - avente lo stesso titolo - scritto dal giornalista irlandese Paul Williams, redattore che si occupa di criminalità per il  tabloid The Sun.
Il regista Boorman fu anche lui vittima di un furto operato da Cahill; l'evento viene descritto nella scena che vede Cahill irrompere in un'abitazione, rubare un disco d'oro e sfilare un orologio dal polso di una donna addormentata. Il disco d'oro - che poi Cahill romperà, una volta capito che non era formato da metallo prezioso - era il premio per le vendite del singolo Dueling Banjos, presente nella colonna sonora de Un tranquillo weekend di paura.
Il film è stato girato in varie località nei dintorni di Dublino, tra cui South Lotts e Ranelagh.

## Riconoscimenti
- Festival di Cannes 1998
  - Premio per la miglior regia